# Počkej si na loňský rok
Počkej si na loňský rok (1966, Now Wait for Last Year) je sci-fi román amerického spisovatele Philipa K. Dicka.

## Obsah románu
Příběh románu začíná roku 2055. Hlavním hrdinou je doktor Eric Sweetscent, umorgánový chirurg neboli odborník na transplantace umělých orgánů. Eric pracuje v Tijuaně jako osobní lékař jednoho z nejbohatších lidí na světě, Virgila L. Ackermana a jeho úkolem je udržovat jeho tělo ve vynikající kondici. U Ackermana je zaměstnána i Ericova manželka Kathy, která se stará o Ackermanův duševní stav. Jejich manželství se však začíná rozpadat.
Ackerman vlastní firmu, která je jedním z největších válečných dodavatelů. Země je totiž zapojena po boku impéria Lilistar do mezihvězdné války proti hmyzu podobným Reegům. Lilistarci se kdysi usídlili na Marsu a na Zemi a lidé jsou jejich potomci. Lilistarci jsou ale technicky daleko vyspělejší než pozemšťané a jejich skutečným záměrem je Zemi ovládnout, zatímco Reegové ve skutečnosti nepředstavují žádné nebezpečí. Této skutečnosti si začíná být vědom těžce nemocný Gino Molinari, generální tajemník OSN s vůdce pozemských vojenských sil, který se proto snaží prohlubování vztahu s Lilistarem zabránit. Ackerman Erica s Ginemo Molinarim seznámí a ten mu nabídne práci v hlavním městě OSN v Cheyenne ve Wyomingu, aby se staral i o jeho zdraví.
V pozemských laboratořích byla jako zbraň proti Reegům vyvinuta vysoce návyková droga JJ-180, která má vyvolávat silné halucinace a na kterou neexistuje lék. Kathy se díky Lilistarcům stane na droze závislá. Aby přiměla svého manžela pracovat na léku, tajně mu drogu podstrčí. Eric pak dojde k názoru, že droga umožňuje cestování časem, resp. přesun do paralelních vesmírů. Zatímco Kathy se dostává do minulosti, kde se setkává s agenty Lilistaru, Eric cestuje do budoucnosti, kde najde svět, ve kterém Země ve spojení s Reegy Lilistar porazila. Protože kromě drobných detailů se všechny události v paralelních vesmírech rozvíjejí stejným způsoben, budou s nejvyšší pravděpodobností informace získané v jednom z nich použitelné i v druhém.
Eric také získá v budoucnosti lék na JJ-180. Rozhodne se připojit k odboji proti Lilistaru a navrátit se ke své ženě, se kterou se chtěl rozvést. Gino Molinari pak vymyslí způsob, jak válku s LIlistarci rychle ukončit. Nechá drogu JJ-180 nasypat do jejich vodojemů.

## Česká vydání
- Počkej si na loňský rok, Argo, Praha 2004, přeložil Robert Tschorm.